# آزادگان (مانه و سملقان)
آزادگان یا ابراهیم شاه روستایی در دهستان آلمه بخش سملقان شهرستان مانه و سملقان استان خراسان شمالی ایران است.

## جمعیت
بر پایه سرشماری عمومی نفوس و مسکن در سال ۱۳۹۵ جمعیت این مکان ۴۱۶ نفر (۱۳۱خانوار) بوده‌است.